# Hello Baby
Hello Baby là một trong nhiều chương trình truyền hình thực tế của đài KBS, phát sóng vào Thứ Ba hàng tuần của KBS Joy. Bắt đầu vào năm 2009 và đã trải qua 5 phần, tạm kết thúc vào năm 2012.
Chương trình thể hiện khả năng làm cha, làm mẹ của các nhóm nhạc, các thần tượng K-pop bằng cách giao những đứa trẻ cho họ chăm sóc, xem nhau như một gia đình. Những đứa trẻ này ở nhiều độ tuổi khác nhau, có bé mới chỉ sinh ra vài tháng nhưng cũng có bé đã 4, 5 tuổi. 
Tính từ phần một đến giờ, đã có 6 nhóm nhạc tham gia làm cha mẹ và 9 đứa trẻ. Các thần tượng đó là SNSD, SHINee, T-ara, Super Junior Leeteuk và Sistar, MBLAQ, cũng chính là chủ nhân của 5 season Hello Baby.

## Nội dung

### Season 1
Mẹ: SNSD
Con trai: Cho Kyungsan (23/8/2008)
Số tập: 22
Thời gian phát sóng: 23/6/2009 đến 17/11/2009
Thời gian mỗi tập: 40 phút
Trong 22 tập này, ở mỗi tập, sẽ có cuộc bầu chọn "Worst Mom" and "Best mom". Dĩ nhiên, người giành vị trí người mẹ tốt nhất sẽ được nhận thưởng, còn người mẹ tệ nhất phải chịu hình phạt đó là lau dọn nhà cửa. Ngoài những người mẹ xinh đẹp này, trong nhiều tập còn có sự xuất hiện của nhiều người cha (appa).

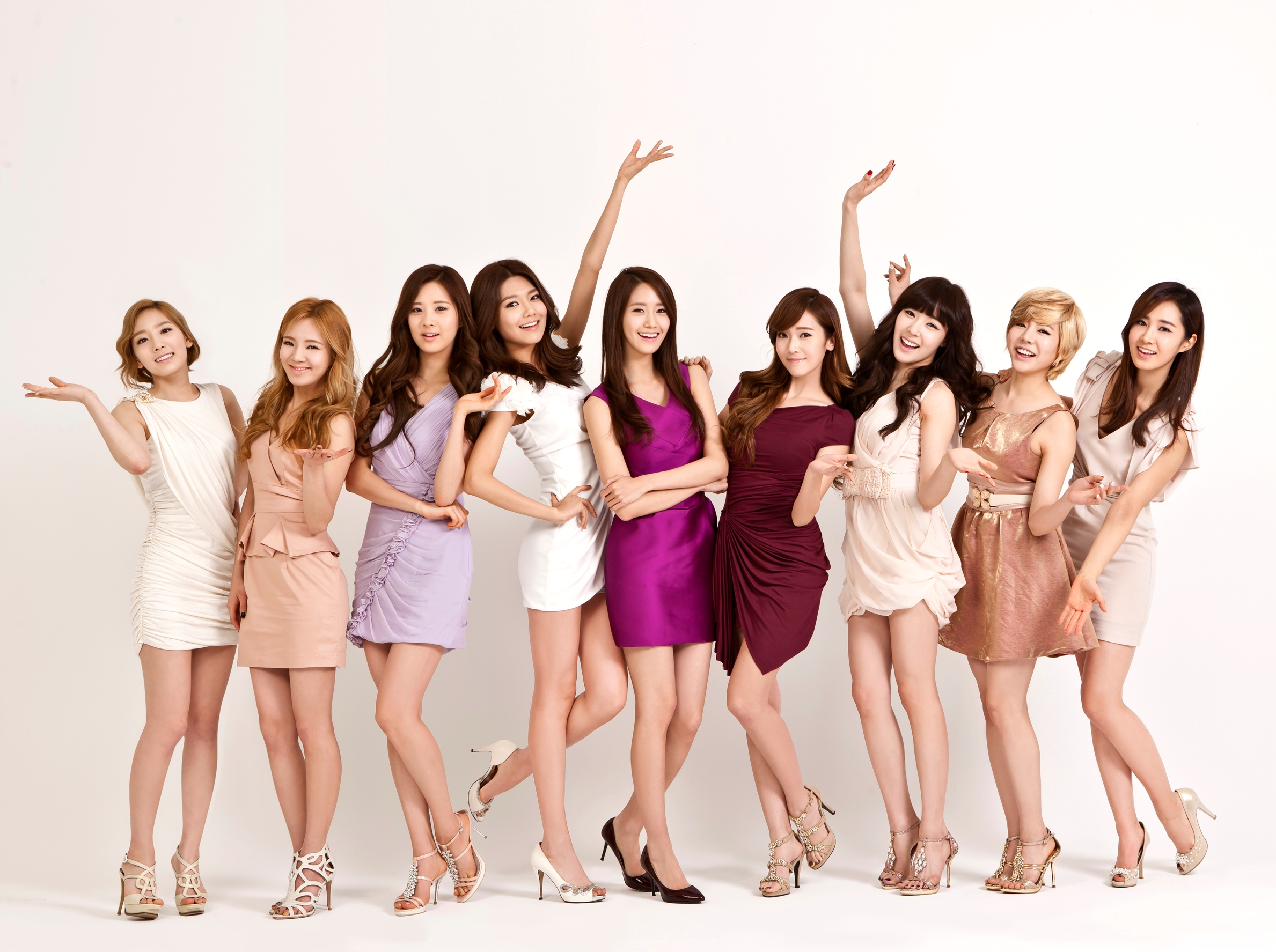
LG 시네마 3D TV 새 모델 ‘소녀시대’ 영입

Tập 1&2: Best Sunny, Worst Tiffany, Appa MC Mong.
Tập 3&4: Best Sunny, Worst Jessica.
Tập 5&6: Best Yuri, Worst Tiffany, Appa Eun Ji Won.
Tập 7&8: Best Sooyoung, Worst Yuri, Appa Lee Min Woo.
Tập 10&11: Best Tiffany, Worst Yuri, Appa Lee Hyuk Jae.
Tập 13: Best Hyoyeon, Worst Yuri, Appa Han Min Kwan & Il Chool.
Tập 17: Best Yoona, Worst Tiffany, Park Hyun Bin.
Tập 18&19: Best Yoona, Hyoyeon, Seohyun, Sooyoung, Worst None, Appa Moon Hae Joon.
Tập 20, 21 &22: Appa Gil.

### Season 2
Appa: SHINee
Con trai: Jung Yoogeun
Số tập: 13 (12 tập và 1 tập đặc biệt)
Thời lượng mỗi tập: 40 phút
Thời gian phát sóng: 1/2010 đến 4/2010
Hello Baby mùa này là sự xuất hiện của những chàng mỹ nam làm xiêu lòng các nuna, nhóm nhạc 5 thành viên SHINee. Mỗi tập, 5 thành viên SHINee sẽ cùng sống, cùng ăn, cùng ngủ với đứa con trai của mình. Các người cha hết sức quan tâm, lo lắng, chăm chút từng miếng ăn giấc ngủ cho con trai. Không chỉ cưng chiều con mà 5 anh chàng này còn cố gắng dạy dỗ Yoogeun nên người. Đáp lại tình cảm của những người cha nhí nhố này, cuộc binh chọn của Yoogeun luôn làm các người cha hồi hộp, ngạc nhiên và thích thú.

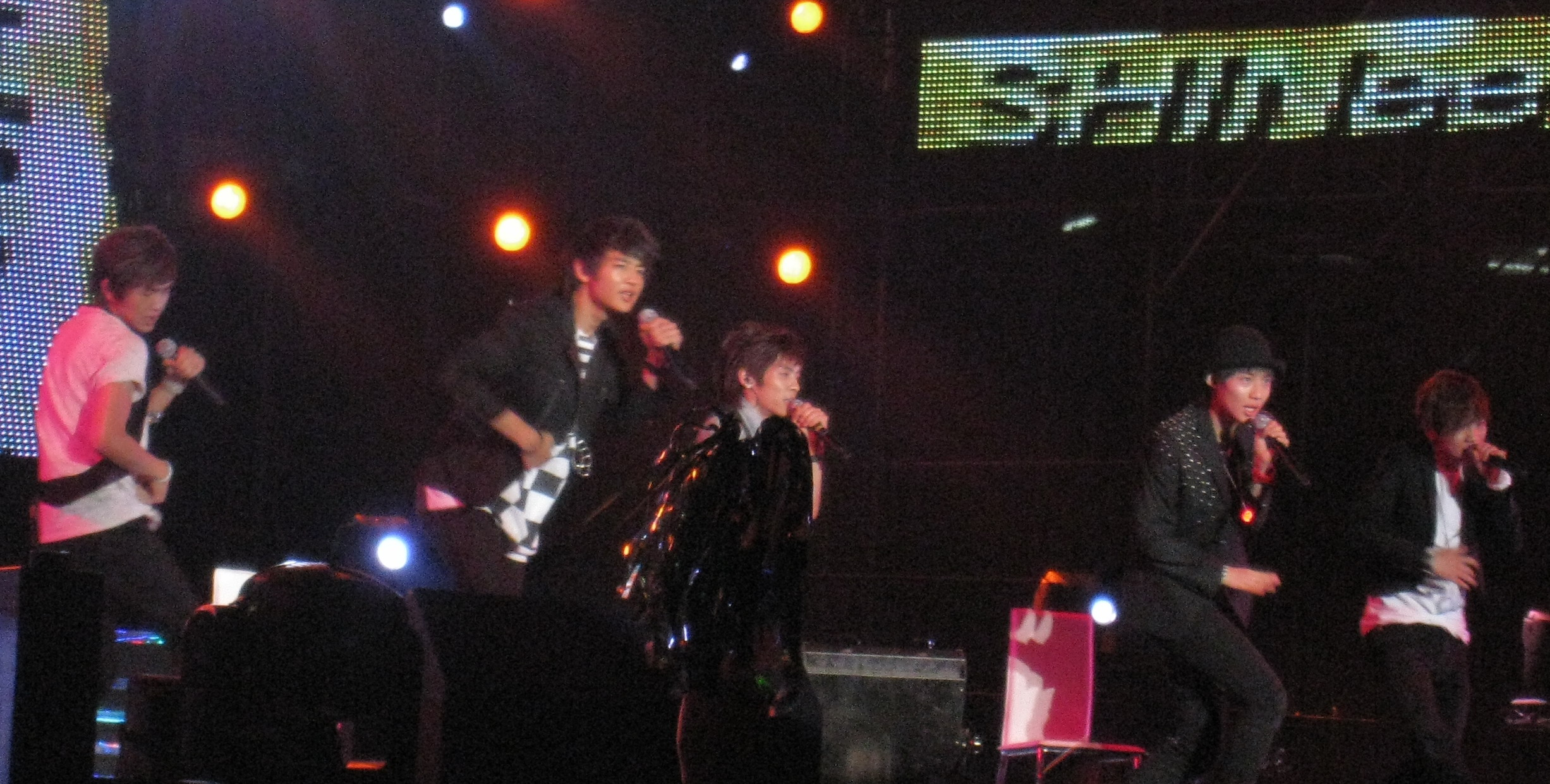
SHINee, các người cha trẻ con

Key: Là thành viên được Yoogeun chọn nhiều nhất (5 lần), cũng là người xếp hạng cuối nhiều nhất (2 lần).
Minho: Về nhất 1 lần, 2 lần hạng 2 và 2 lần hạng 3. Điều đặc biệt là Minho không có lần nào bị xếp cuối.
Taemin: Về nhất 1 lần, 2 lần hạng 2, 1 lần hạng 3 và 1 lần đứng cuối.
Jonghyun: Về nhất 3 lần, 2 lần hạng 4 và 1 lần đứng cuối.
Onew: Về nhất 2 lần, 1 lần hạng 3, 2 lần hạng 4 và 1 lần đứng cuối.

### Season 3
Mẹ: T-ara
Con trai: 3 anh em Mason.
Số tập: 12
Thời lượng mỗi tập: 40 phút
Thời gian: 2010

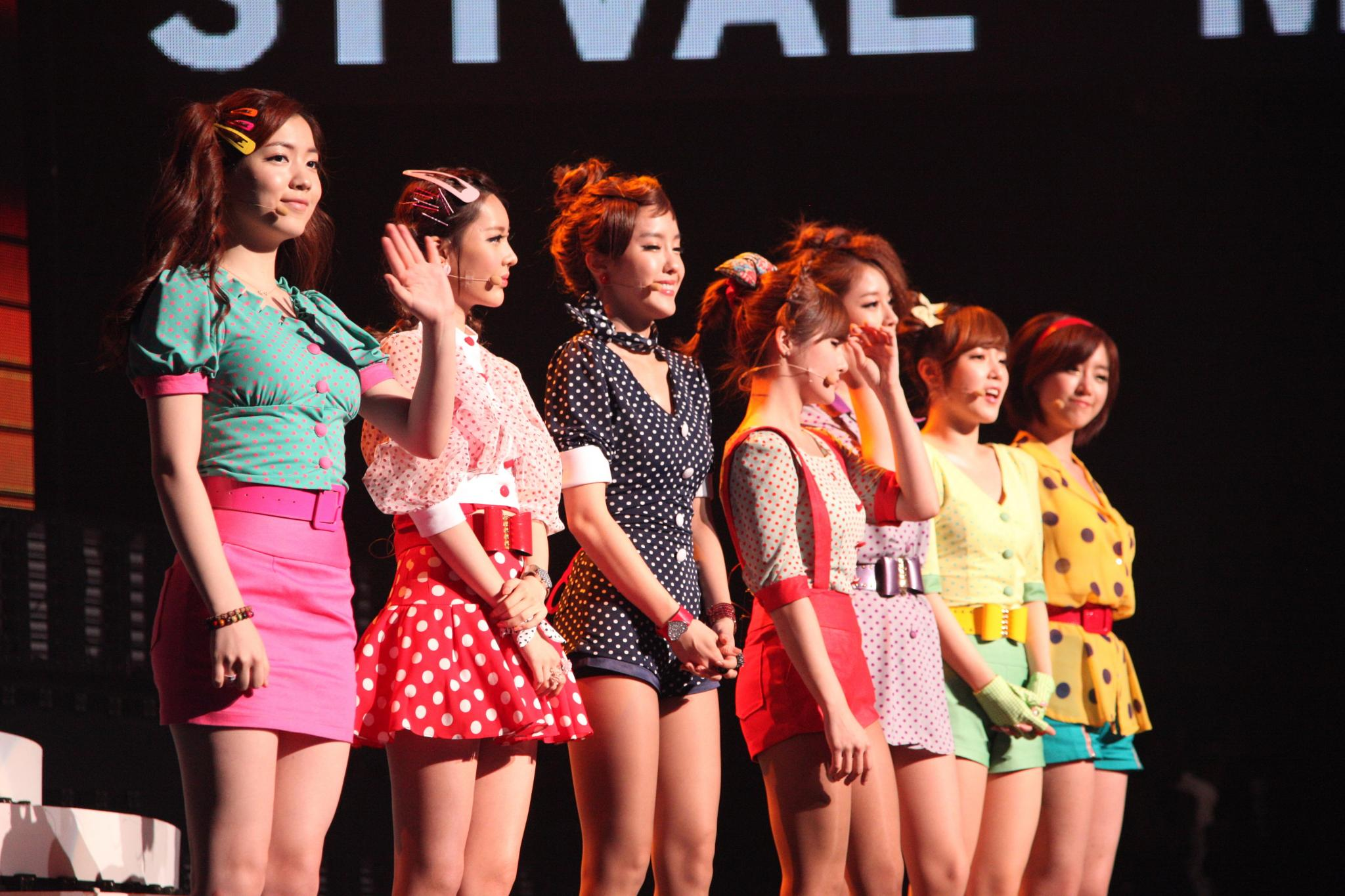
T-ara in Cyworld Dream Music Festival

Sau thành công của Hello Baby phiên bản SNSD và SHINee thì đài KBS tiếp tục thực hiện chương trình nà với sự xuất hiện nhóm nhạc nữ T-ara. Bên cạnh đó, những đứa con đáng yêu của họ cũng không hề kém cạnh chút nào, đó chính là 3 anh em nhà Moon.
Con trai:
- Moon Mason (21/3/2007)
- Moon Mavin (17/12/2008)
- Moon Maden (18/12/2009)
NỘI DUNG:
Tập 1: Cuộc gặp gỡ với 3 anh em. Các thành viên T-ara chia làm 3 nhóm, được phân nhiệm vụ chăm sóc những đứa con để giành lấy danh hiệu những người mẹ đạt chuẩn. Những người mẹ không đạt chuẩn không thể tiếp tục tham gia chương trình.
Tập 2: Vì thất bại trong nhiệm vụ được giao nên Soyeon và Jiyeon đã đến phá rối bữa tiệc của những người mẹ đạt chuẩn và 3 đứa trẻ.
Tập 3: Khi chuyển đến nhà mới, cuộc chiến của các bà mẹ vẫn diễn ra không ngừng. Họ đã bàn nhau về việc cho Soyeon và Jiyeon cơ hội cuối cùng.
Tập 4: Đưa những đứa trẻ đi tiêm ngừa ở bệnh viện và đại hội thể thao.
Tập 5: Show trình diễn thời trang Pijama mùa đông trong phòng ngủ. Vào buổi sáng, những bà mẹ đã tổ chức cuộc thi làm sandwich và chiến thắng thuộc về đội Soyeon - Qri.
Tập 6: T-ara đã chuẩn bị một bữa tiệc giáng sinh và hoàn thành ước nguyện được gặp ông già Noel của Mason (do Hyomin đóng giả).
Tập 7: Ba anh em được đưa đến trụ sở Music Bank gặp T-ara. Họ đã gửi những tấm thiệp mời sinh nhật Mavin và Maden cho những nghệ sĩ khác và sau đó thì đi chụp hình gia đình.
Tập 8: Bữa tiệc sinh nhật cảm động.
Tập 9: Cả gia đình đi đến khu giải trí. T-ara đã diễn những câu chuyện cổ tích và dạy cho những đứa con biết phân biệt đúng sai nhưng thất bại vì bọn trẻ còn quá nhỏ, phần sau chúng đã tự sửa đổi "kịch bản" câu chuyện.
Tập 10: Hyomin và Soyeon đã thành công để những đứa con chịu ăn kimchi với món cơm chiên kimchi giả dạng pizza. Sau đó họ đã cùng đến khu trượt tuyết.
Tập 11: Tổ chức trò chơi đoán chữ, dạy ba anh em học vũ đạo và làm bánh bao mừng năm mới.
Tập cuối: Cả gia đình cùng mặc Hanbok và chơi những trò chơi truyền thống và cùng ôn lại những kỉ niệm. T-ara đã tặng những cái cây mang tên Mason, Mavin, Maden cho ba anh em, họ hi vọng rằng những đứa con này sẽ trưởng thành như những cái cây kia. Đến lúc chia tay, các umma và ba anh em đều quyến luyến không muốn rời.

### Season 4
Appa & umma: Sistar và Leeteuk (Super Junior)
Con trai: Kim Kyumin (Hangul : 김규민)

### Season 5
Appa: MBLAQ
Con: Dayoung, Leo, Laurent.
Số tập: 12
Thời lượng mỗi tập: 40 phút.
Thời gian: 19/1/2012 đến 25/4/2012.

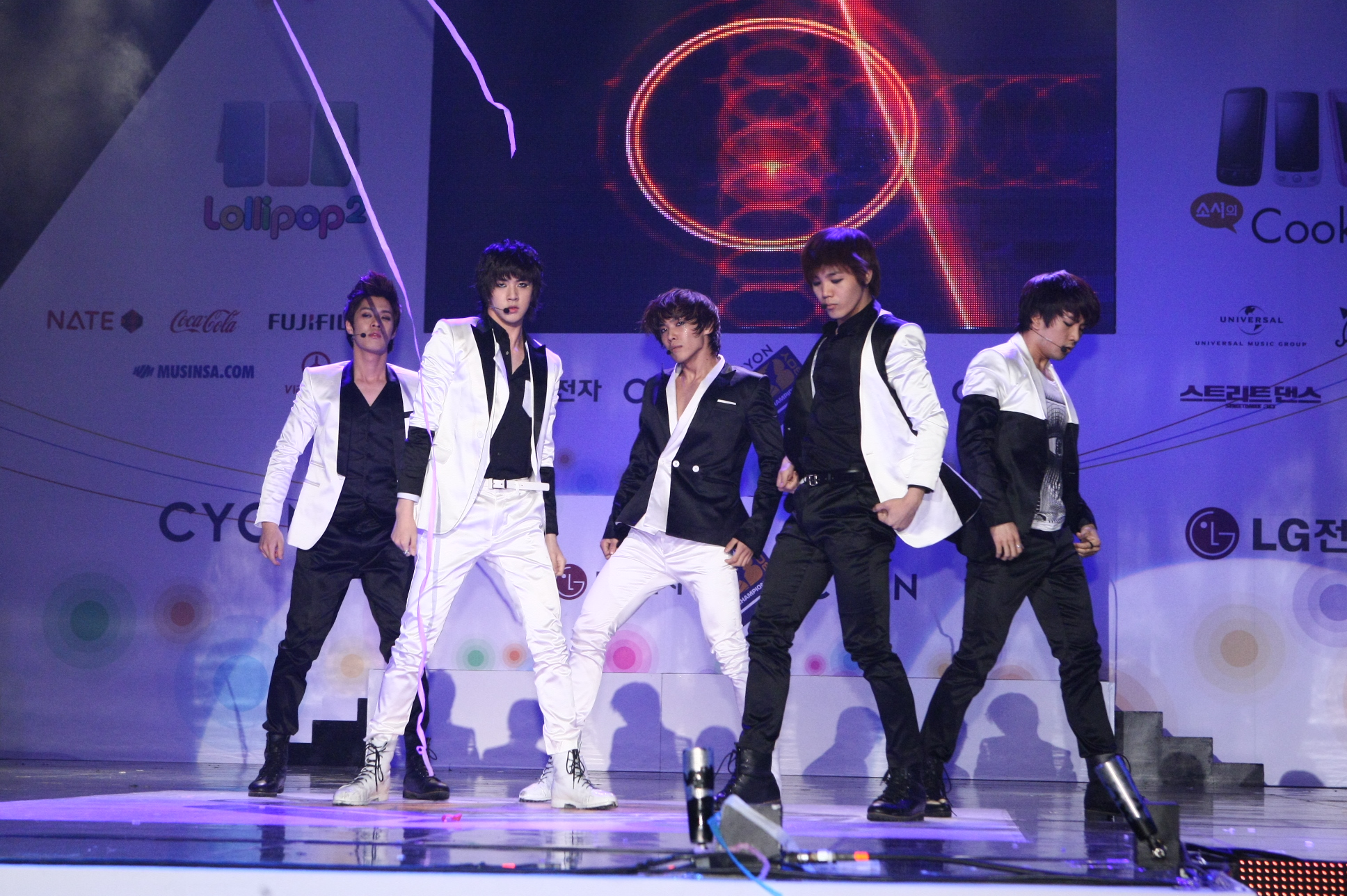
MBLAQ in 2010

Sau khi kết thúc season 4, đài KBS tiếp tục tiên hành season 5 với nhóm MBLAQ. Các thành viên sẽ nuối nấng 3 đứa con quốc tế hết sức dễ thương, đó là Dayoung là con lai Việt Nam, Leo là con lai Pháp và cô bé Laurent là con lai Canada. Các người cha đã hết sức cố gắng để vừa thực hiện nhiệm vụ mà cũng vừa làm hài lòng các con. Cùng xem sự khó khăn của các người cha MBLAQ.
Tập 1: Các người cha được giao nhiệm vụ tìm các đứa con của mình ở khu trượt tuyết.
Tập 2: Những đứa con chuyển đến căn hộ của MBLAQ, có nhiều tình huống bất ngờ đã xảy ra.
Tập 3: Cả gia đình chuyển đến căn nhà mới, rộng rãi hơn căn hộ của MBLAQ. Joon và Mir đã gây tội khi khiến những đứa bé khóc.
Tập 4: Cả gia đình đến trung tâm tâm lý trẻ em để tìm hiểu về những đứa trẻ. Và điều này thực sự có ích khi Dayoung đã mở lòng hơn.
Tập 5: Cả nhà tiếp tục tìm hiểu nhau khi ở một ngôi đền. Đặc biệt, tập này, Joon bị các người cha khác trừng phạt bằng các để anh chịu đựng một mình với những đứa trẻ.
Tập 6: Lee Joon appa và Mir appa có một ngày đi chơi riêng cùng những đứa con. Những đứa con sẽ đưa ra lựa chọn người cha nào chúng yêu hơn và Mir toàn thắng.
Tập 7&8: Buổi tuyển chọn mẹ cho những đứa trẻ.
Tập 9: Seungho không thể tham gia vì lý do sức khỏe. Những đứa trẻ được đưa đến trường quay Music Bank, sau đó là đi tập nhạc kịch Bibimbap Song.
Tập 10: Cả nhà đến sở thú.
Tập 11: Sinh nhật của Dayoung. Thunder đưa Dayoung ra ngoài, mọi người chuẩn bị bất ngờ cho bé. Những người bạn cũng được mời đến. G.O đã trổ tài đầu bếp, nấu món ăn Việt Nam mừng sinh nhật cô bé. Cuối tập này là phần trình diễn Bibimbap song.
Tập 12: Tập cuối. Cả nhà chia tay nhau, Laurent lúc nào cũng "lần tới" làm các appa rất đau lòng. Leo đã khóc khi chia tay các appa và không muốn chia tay.